# Clogherhead
Clogherhead (irl.  Ceann Chlochair) – nadmorska wieś w hrabstwie Louth w Irlandii położona ok. 12 km na północny zachód od Droghedy.